# ذي عجاية (الشعر)

تعديل مصدري - تعديل

ذي عجاية محلة تابعة لقرية المحرور، التابعة لعزلة القابل الاسفل بمديرية الشعر إحدى مديريات محافظة إب في الجمهورية اليمنية، بلغ تعداد سكانها 24 حسب تعداد اليمن لعام 2004.